# Harald Ulrik Sverdrup (politiker)
Harald Ulrik Sverdrup, född den 18 februari 1813, död den 23 april 1891 , var en norsk präst och politiker, son till Jacob Sverdrup, far till Georg och Jakob Sverdrup.
Sverdrup var präst i Balestrand 1845-83 samt representerade Nordre Bergenhus amt i alla storting 1851-76 (utom under perioden 1871-73), där han med synnerlig skicklighet understödde sin bror Johans politik.
I kyrko- och skolfrågor arbetade han för snarast konservativa politiska mål och fick därigenom inflytande på broderns alltmer moderata ställning till samtidens kyrkliga och religiösa tvister.